# UTS 15
El UTAS UTS 15 es una escopeta de acción de bomba bullpup de calibre 12 con dos tubos de cargador de 7 rondas que pueden alimentar en un patrón alterno o de selección. El UTS-15 tiene una longitud total de 28.3 "con un cañón de 18.5", con cámara para munición de 2½ ", 2¾" y 3 "magnum. Construido principalmente de polímero moldeado por inyección reforzado con fibra, el UTS-15 pesa 6.9 libras. Además, hay un riel Picatinny montado en la parte superior para el montaje de una amplia variedad de miras de hierro y ópticas, junto con un roscado tipo barril Beretta para tubos de estrangulación.

## Fondo
El UTS-15 fue desarrollado como resultado de una solicitud a UTAS hecha por Smith & Wesson en 2006 para desarrollar "la mejor escopeta policial". Los criterios de Smith & Wesson para la escopeta fueron: Calibre 12, acción de bombeo, longitud total inferior a 30 "y capacidad mínima de 13 vueltas.
- Datos: Q10853132
- Multimedia: UTAS UTS-15 / Q10853132